# VSS Enterprise

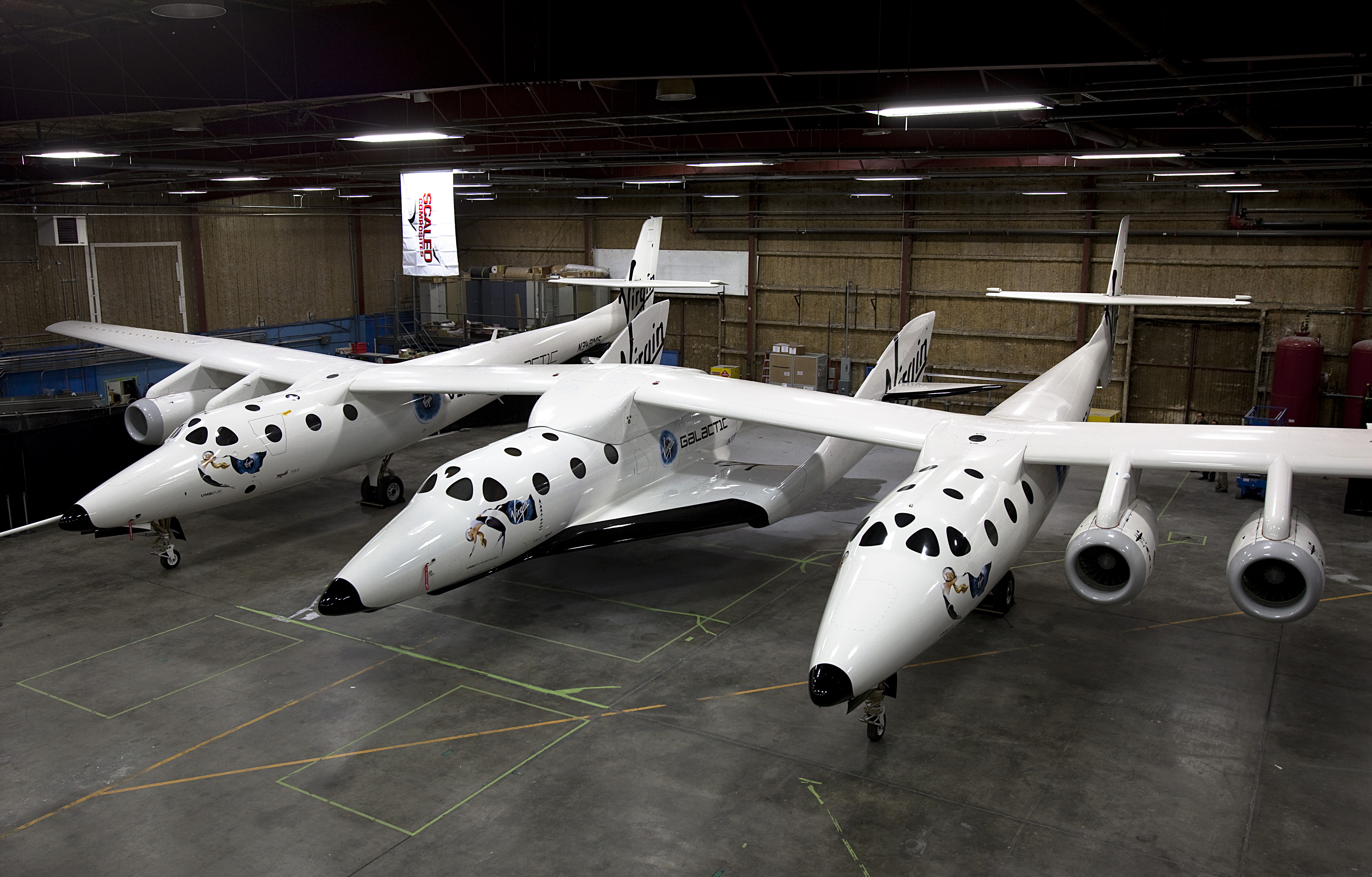
VSS Enterprise (Mitte) befestigt am Trägerflugzeug White Knight Two

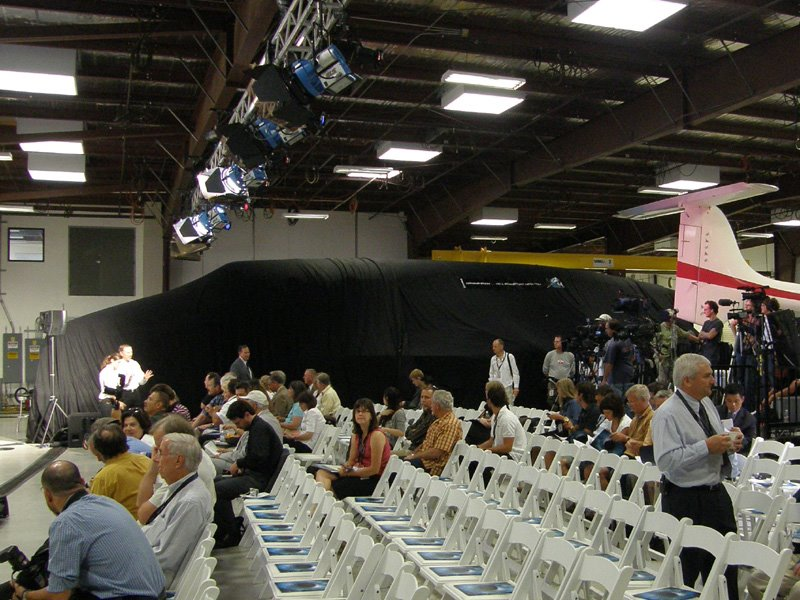
Das erste SpaceShipTwo, das den Namen VSS Enterprise tragen wird, abgedeckt und zu 60 % fertiggestellt während des Rollouts der VMS Eve

Die VSS Enterprise (Luftfahrzeugkennzeichen N339SS) war das erste für die kommerzielle Nutzung ausgelegte Raumflugzeug der Firma Virgin Galactic und das erste Raumfahrzeug der SpaceShipTwo-Klasse. Es basierte auf einer vergrößerten Version des SpaceShipOne. Die VSS Enterprise sollte zunächst im Jahr 2013 den Betrieb aufnehmen, später wurde der Sommer 2014 als Datum angegeben. Die Flüge sollten vom Spaceport America bei Upham im amerikanischen Bundesstaat New Mexico abheben. Im Oktober 2014 stürzte das Raumfahrzeug aber bei einem Testflug ab, wobei auch einer der beiden Piloten ums Leben kam.
Der Name des Raumflugzeugs sollte an die USS Enterprise aus Star Trek erinnern, wobei das „VSS“ für „Virgin Space Ship“ steht.

## Einsatz
Der Jungfernflug der VSS Enterprise erfolgte am 22. März 2010 zusammen mit dem Trägerflugzeug VMS Eve der White-Knight-Two-Klasse bis in eine Höhe von rund 14.000 Metern.
Ebenfalls ohne Abkopplung vom Trägerflugzeug fand der erste bemannte Flug des Raumfahrzeuges am 15. Juli statt. Der erste Freiflug der VSS Enterprise erfolgte am 10. Oktober 2010, der erste Flug mit Federmodus im Mai 2011. Nach zahlreichen weiteren antriebslosen Tests wurde bei einem Flug im April 2013 erstmals das Raketentriebwerk gezündet und Mach 1,22 erreicht.
Am 31. Oktober 2014 stürzte die VSS Enterprise während eines Testflugs ab und wurde zerstört. Der Kopilot Michael Alsbury kam dabei ums Leben, während sich der Pilot Peter Siebold schwer verletzt retten konnte. Eine Untersuchung des National Transportation Safety Board ergab, dass eine vorzeitige Entriegelung des Federmechanismus durch den Kopiloten zum Absturz geführt hatte. Die Piloten seien unzureichend über die Risiken einer solchen Handlung unterrichtet gewesen. Zuvor habe es Versäumnisse bei der Zulassung des Flugzeugs durch die Luftfahrt-Aufsichtsbehörde FAA gegeben.

## Liste von Flügen
Insgesamt war das VSS Enterprise 52 Mal in der Luft: 18 Mal nur getragen vom Trägerflugzeug, 30 Mal im Gleitflug und 4 Mal raketengetrieben.
| Flug | Datum             | Dauer       | Höhe          | Höchstgeschwindigkeit | Pilot / Copilot     | Anmerkung                                                                         |
| --- | ----------------- | ----------- | ------------- | --------------------- | ------------------- | --------------------------------------------------------------------------------- |
| 41 / GF01 | 10. Okt 2010      | 13 min      | 14.000 m      | 333 km/h (180 kn) EAS | Siebold / Alsbury   | erster Gleitflug, Erfolg                                                          |
| 44 / GF02 | 28. Okt 2010      | 10 min 51 s | ?             | 426 km/h (230 kn) EAS | Stucky / Alsbury    | Erfolg                                                                            |
| 45 / GF03 | 17. Nov 2010      | 11 min 39 s | ?             | 456 km/h (246 kn) EAS | Siebold / Nichols   | Erfolg                                                                            |
| 47 / GF04 | 13. Jan 2011      | 11 min 34 s | ?             | 463 km/h (250 kn) EAS | Stucky / Nichols    | Erfolg                                                                            |
| 56 / GF05 | 22. April 2011    | 14 min 31 s | ?             | ?                     | Siebold / Shane     | Erfolg                                                                            |
| 57 / GF06 | 27. April 2011    | 16 min 7 s  | ?             | ?                     | Stucky / Alsbury    | Erfolg                                                                            |
| 58 / GF07 | 4. Mai 2011       | 11 min 5 s  | 15.700 m      | ?                     | Siebold / Nichols   | erster Test des Federmodus-Fluges, Erfolg                                         |
| 59 / GF08 | 10. Mai 2011      | 13 min 2 s  | ?             | ?                     | Stucky / Shane      | Erfolg                                                                            |
| 60 / GF09 | 19. Mai 2011      | 11 min 32 s | ?             | ?                     | Siebold / Binnie    | Erfolg                                                                            |
| 61 / GF10 | 25. Mai 2011      | 10 min 14 s | über 15.000 m | ?                     | Stucky / Binnie     | Erfolg                                                                            |
| 64 / GF11 | 14. Juni 2011     | 13 min 18 s | ?             | ?                     | Siebold / Shane     | Erfolg                                                                            |
| 65 / GF12 | 15. Juni 2011     | 10 min 32 s | ?             | ?                     | Stucky / Nichols    | Erfolg                                                                            |
| 66 / GF13 | 21. Juni 2011     | 8 min 55 s  | ?             | ?                     | Siebold / Nichols   | Erfolg                                                                            |
| 67 / GF14 | 23. Juni 2011     | 7 min 33 s  | ?             | ?                     | Stucky / Nichols    | Erfolg                                                                            |
| 68 / GF15 | 27. Juni 2011     | 7 min 39 s  | ?             | ?                     | Siebold / Binnie    | Erfolg                                                                            |
| 73 / GF16 | 29. Sept. 2011    | 7 min 15 s  | ?             | ?                     | Stucky / Nichols    | unbeabsichtigter Strömungsabriss am Heck                                          |
| In diesem Artikel oder Abschnitt fehlen noch folgende wichtige Informationen: Ab hier fehlen zahlreiche Flüge. Hilf der Wikipedia, indem du sie recherchierst und einfügst . |                   |             |               |                       |                     |                                                                                   |
| 115 / PF01 | 29. April 2013    | 13 min      | 17.130 m      | Mach 1,22             | Stucky / Alsbury    | erster raketen-getriebener Flug, Erfolg                                           |
| 132 / PF02 | 5. September 2013 |             | 14.000 m      | Mach 1,43             | Stucky / Nichols    | erster Test des Federmodus-Fluges von SS2 nach Flug mit eigenem Triebwerk, Erfolg |
| 147 / PF03 | 10. Januar 2014   | 12 min 43 s | 22.000 m      | Mach 1,4              | Stucky / McKay      | Erfolg                                                                            |
| 150 / GF29 | 29. Juli 2014     |             |               |                       | Stucky / Mackay     | Erfolg                                                                            |
| ?? / GF33? | 28. August 2014   |             |               |                       | Siebold / Alsbury   | Erfolg                                                                            |
| ?? / PF04 | 31. Oktober 2014  |             |               |                       | Siebold / Alsbury † | Absturz                                                                           |
| GFxx = Gleitflug, PFxx = Flug mit Triebwerkszündung |                   |             |               |                       |                     |                                                                                   |

Quelle siehe SpaceShipTwo Test Summaries und Update from Mojave

## Trivia
Richard Branson, der Chef von Virgin Galactic, bot William Shatner, dem Darsteller des Captain Kirk in der Fernsehserie Raumschiff Enterprise und in mehreren Star-Trek-Kinofilmen, die kostenlose Teilnahme am ersten touristischen Flug der VSS Enterprise an. Shatner lehnte 2006 jedoch ab, mit den Worten:

“I do want to go up but I need guarantees I’ll definitely come back.”

„Ich möchte schon da rauf, aber ich brauche die Garantie, dass ich auch bestimmt zurückkomme.“